# أوفيديو ماريوس ميهالاتشي
أوفيديو ماريوس ميهالاتشي (بالرومانية: Ovidiu Marius Mihalache)‏ هو لاعب كرة قدم روماني في مركز الدفاع، ولد في 14 ديسمبر 1984 في ياش في رومانيا. لعب مع بيهور أوراديا ونادي أسترا جورجو ونادي بوليتكنيكا ياش.

## وصلات خارجية
- أوفيديو ماريوس ميهالاتشي على موقع الاتحاد الأوربي (الإنجليزية)
- أوفيديو ماريوس ميهالاتشي على موقع قاعدة بيانات كرة القدم.إي يو (الإنجليزية)
- أوفيديو ماريوس ميهالاتشي على موقع Soccerway.com (الإنجليزية)
- أوفيديو ماريوس ميهالاتشي على موقع عالم كرة القدم.نت (الإنجليزية)